# Wilkołaz Trzeci
Wilkołaz Trzeci – wieś w Polsce położona w województwie lubelskim, w powiecie kraśnickim, w gminie Wilkołaz.
W latach 1975–1998 miejscowość należała administracyjnie do województwa lubelskiego.
Wieś stanowi sołectwo gminy Wilkołaz. Według Narodowego Spisu Powszechnego (III 2011 r.) wieś liczyła 639 mieszkańców.
Wierni Kościoła rzymskokatolickiego należą do parafii św. Jana Chrzciciela w Wilkołazie.